# 김경부
김경부(1939년 4월 10일 ~ )는 대한민국의 정치인이다. 제44대 진도군수를 역임했다.

## 역대 선거 결과
|  | 48.1% |

|  | 37.85% |

|  | 22.59% |